# A1 Telekom Austria Csoport
A1 Telekom Austria Group számos vezetékes, szélessávú Internet, multimédia szolgáltatás, adat- és informatikai rendszer szolgáltatója. Egy mexikói távközlési szolgáltató leányvállalata, székhelye Bécs. A cégnek hét európai országban van leányvállalata: Ausztria, Fehéroroszország, Bulgária, Horvátország, Észak-Macedónia, Szerbia, és Szlovénia. Legnagyobb leányvállalata az Osztrák távközlési szolgáltató – az A1 Telekom Austria.

## Története

Telekom Austria Group(2013-2018)

A Telekom Austria legkorábbi elődje, az állami tulajdonú PTT ügynökség,1887-ben alakult, amikor az összes telefon-és postai szolgáltatást az Osztrák-Magyar Monarchia átvette az államtól. 
1996-ban, a szerkezetátalakítás utáni törvény elfogadásával a PTV-t állami vállalattá alakították át, Post-und Telekom Austria AG néven. A céget 2000-ben teljesen privatizálták, és bekerült a Bécsi Értéktőzsdére és a New York-i Értéktőzsdére.
2000 júniusában a vállalat mintegy 15 millió eurót fektetett be, hogy Jet2Web márkává váljon. A név használatát 2002-ben megszüntették, a Telekom Austria márkanév új logóval újjáéledt.
2006 júniusában a Társaság feloszlott. Telekom Austria FixNet AG és Mobilkom Austria AG lett. Ezzel a Telekom Austria FixNet AG a Mobilkom Austria AG leányvállalatának testvérvállalatává vált.
2010-ben egyesültek A1 Telekom Austria néven. A Mobilkom Austria külföldi leányvállalatait átruházták a Mobilkom Austria-ra. Az A1 Telekom Austria csak az osztrák piaccal foglalkozik.
2011-ben nyilvánosságra kerültek a cégvezetők 2004 és 2006 közötti vétségei.
A Telekom Austria Csoport 2016 végén mintegy 4,2 milliárd dollár bevételt ért el.
2017. November 17-én a Telekom Austria Group-ot átnevezték A1 Telekom Austria Group-ra. 
2020-ban a Telecom Liechtenstein részvényeit eladták a fejedelemségnek.

## Részvényes felek

America Móvil

2014-ben Carlos Slim átvette a Telekom Austria irányítását azáltal, hogy szindikátusi megállapodást kötött a XHAMIAG és az America Móvil között, 2 milliárd dollárt költött a kisebbségi részvényesek kivásárlására, és akár 1 milliárd eurót (1,38 milliárd dollárt) fektetett be a társaságba. Az America Movil a Telekom Austria-t "a terjeszkedés platformjának" tekinti Közép-és Kelet-Európában".

## Leányvállalatok
Az A1 Telekom Austria Group a következő leányvállalatokat működteti:
- A1 Telekom Ausztria
- A1 Fehéroroszország
- A1 Bulgária
- A1 Horvátország
- A1 Macedónia
- A1 Szerbia
- A1 Szlovénia

## Probléma
Az A1 Fehéroroszország csökkentette a mobil internetének sávszélességét Minszkben a 2020-as Fehérorosz tiltakozások alkalmával a belorusz tisztviselők kérésére.